# Ignace Tonené
Aussi connu sous le nom anichinabé de « Maiagizis » (« Le bon soleil »), Ignace (ou Nias) Tonené a été trappeur, traiteur de fourrures, employé de la Compagnie de la Baie d’Hudson, prospecteur, mais surtout chef anichinabé de Temagami (ou Temagami First Nation), dans ce qui est aujourd’hui le Nord-Est de l’Ontario. Il fut marié en 1860 à Angèle, fille de l’ancien chef anichinabé Nebenegwune, puis à Elisabeth Pikossekat en 1871. Il eut en tout cinq filles issues de ces deux mariages.

## Biographie
À partir de 1857, Ignace Tonené commence à être employé par la Compagnie de la Baie d’Hudson, d’abord comme porteur de courrier entre les postes de traite de Fort Témiscamingue et de Temagami, ensuite comme employé saisonnier au Fort Témiscamingue. Durant le cours des années 1870, il tente sa chance dans la traite des fourrures indépendante, dans sa région natale, et avec assez de succès.
À partir de la fin des années 1860, Tonené commence à occuper des fonctions politiques importantes au sein de sa communauté. Il devient second chef de Temagami vers 1868, chef de 1878 à 1888 et en 1893, puis finalement chef honoraire en 1910. Ces années politiques seront marquées par son implication dans des négociations avec les autorités gouvernementales pour pallier les conséquences de l’absence d’adhésion de sa communauté au traité dit de Robinson-Huron de 1850 dans la région du lac Huron. Les terres des Anichinabés de Temagami n’ayant pas été cédées, et l’exploitation des ressources naturelles par les colons s’intensifiant de plus en plus, des négociations s’avéraient urgentes à ce sujet. Les démarches pour obtenir une réserve au lac Temagami  ne se concrétisèrent toutefois pas du vivant de Tonené,.
En 1888, Ignace Tonené s’établit près du mont Kanasuta, sur les rives du petit lac Massia, exactement sur la ligne de partage des eaux entre le bassin hydrographique de la Baie d’Hudson et celui du Saint-Laurent. Une de ses filles mariées y habitait déjà. En s’installant à cet endroit, il était à même d’observer tout le trafic des voyageurs transitant par canot entre le Témiscamingue et l’Abitibi.
Durant les dernières années de sa vie, Tonené s’est intéressé à la prospection minière, dans la foulée de la ruée vers l’argent de Cobalt, en Ontario. Il a, entre autres, découvert le gisement d’or de Kerr-Addison près de Kirkland Lake. Il est décédé en 1916 et fut enterré près du mont Kanasuta.